# Skoky do vody na Letních olympijských hrách 1952
Skoky do vody na Letních olympijských hrách v Helsinkách.

## Medailisté

### Muži
| Kategorie | Zlato                                         | Stříbro                                        | Bronz                                         |
| --------- | --------------------------------------------- | ---------------------------------------------- | --------------------------------------------- |
| Prkno 3 m | David Browning · Spojené státy americké (USA) | Miller Anderson · Spojené státy americké (USA) | Bob Clotworthy · Spojené státy americké (USA) |
| Věž 10 m  | Sammy Lee · Spojené státy americké (USA)      | Joaquín Capilla · Mexiko (MEX)                 | Günther Haase · Německo (GER)                 |

### Ženy
| Kategorie | Zlato                                           | Stříbro                                            | Bronz                                                     |
| --------- | ----------------------------------------------- | -------------------------------------------------- | --------------------------------------------------------- |
| Prkno 3 m | Pat McCormicková · Spojené státy americké (USA) | Madeleine Moreauová · Francie (FRA)                | Zoe-Ann Olsenová-Jensenová · Spojené státy americké (USA) |
| Věž 10 m  | Pat McCormicková · Spojené státy americké (USA) | Paula Jean Myersová · Spojené státy americké (USA) | Juno Stoverová-Irwinová · Spojené státy americké (USA)    |

## Přehled medailí
| Pořadí | Země                         | Zlato | Stříbro | Bronz | Celkově |
| ------ | ---------------------------- | ----- | ------- | ----- | ------- |
| 1.     | Spojené státy americké (USA) | 4     | 2       | 3     | 9       |
| 2.     | Francie (FRA)                | 0     | 1       | 0     | 1       |
| 2.     | Mexiko (MEX)                 | 0     | 1       | 0     | 1       |
| 4.     | Německo (GER)                | 0     | 0       | 1     | 1       |